# Safaria forcipata
Safaria forcipata är en tvåvingeart som beskrevs av Richards 1950. Safaria forcipata ingår i släktet Safaria och familjen hoppflugor.
Artens utbredningsområde är Kenya. Inga underarter finns listade i Catalogue of Life.